# Briza brasiliensis
Briza brasiliensis är en gräsart som först beskrevs av Christian Gottfried Daniel Nees von Esenbeck, och fick sitt nu gällande namn av Erik Leonard Ekman. Briza brasiliensis ingår i släktet darrgrässläktet, och familjen gräs. Inga underarter finns listade i Catalogue of Life.